# Billy Childish

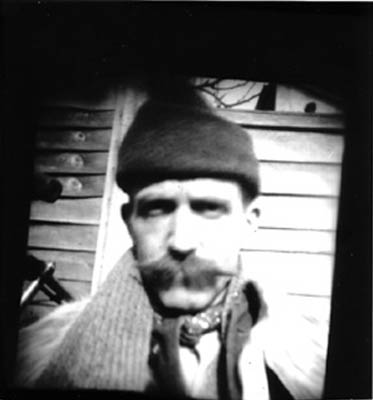
Billy Childish

Billy Childish (eigentlich William Charlie Hamper, * 1. Dezember 1959 in Chatham, Kent) ist ein britischer Sänger und Produzent von Independent-Rockmusik. Neben seinen musikalischen Projekten betätigt er sich auch als Schriftsteller und Maler. Childish war mehrere Jahre lang alkoholabhängig. Er praktiziert Hatha Yoga und lebt in Chatham.

## Musik
Seine erste Band, die Punkband The Pop Rivets gründete er 1977. Internationale Erfolge im Indie-Bereich feierten in den 1980er- und 1990er-Jahren seine Bands The Milkshakes, Thee Mighty Caesars, Thee Headcoats und The Buff Medways, die sich von The Pop Rivets deutlich durch die Einflüsse von Blues und frühem Rock ’n’ Roll absetzten. Seine derzeitige Band Billy Childish & Musicians Of The British Empire setzt ähnliche Schwerpunkte. Billy Childish tritt vielfach als Musikproduzent in Erscheinung, u. a. für Die Goldenen Zitronen und Holly Golightly und betreibt das Label Hangman Records.
Sein kommerzieller Erfolg ist stets bescheiden geblieben, wohl auch, weil er sich vehement gegen die kommerzielle Musikindustrie wendet, Interviews bei MTV und Musikmagazinen ablehnt und ausschließlich auf Independent-Labels veröffentlicht. Gleichwohl nennen ihn viele bekannte Musiker wie The White Stripes, die Toten Hosen und Graham Coxon als Inspirationsquelle.
Billy Childish ist bekannt für die Schnelligkeit, mit der er seine Projekte realisiert. Seine Platten nimmt er oft in weniger als zwei Tagen auf, seine Bilder entstehen in weniger als einer Stunde.
2005 drehte der Regisseur Larry Clark einen Film nach seiner Autobiographie My Fault.

## Bildende Kunst
Schon in den 1980er Jahren veröffentlichte Childish erste Holzschnitte und Gemälde. Seine Arbeiten stehen dabei streng in der Tradition der Klassischen Moderne. Zeitweise war Childish mit der bekannten britischen Künstlerin Tracey Emin liiert. Ende der 1990er Jahre gründete er die Künstlergruppe The Stuckists, die sich in öffentlich wirksamen Aktionen gegen den zeitgenössischen Kunst-Mainstream wendet. Childish hat die Gruppe inzwischen wieder verlassen – auch, weil sie ihm zu groß und erfolgreich wurde.

## Werke
Musik-Alben (Auswahl):
- 1979 Greatest Hits (mit The Pop Rivets)
- 1980 Empty Sounds from Anarchy Ranch (Pop Rivets)
- 1981 Talkin’ Bout The Milkshakes (mit The Milkshakes)
- 1984 The Milkshakes in Germany (mit The Milkshakes)
- 1984 They Came They Saw They Conquered (mit Thee Milkshakes)
- 1985 Beware The Ides Of March (mit Thee Mighty Caesars)
- 1986 The Caesars of Trash (mit Thee Mighty Caesars)
- 1990 Heavens to Murgatroyd, Even! Its Thee Headcoats Already! (mit Thee Headcoats)
- 1991 50 Albums Great
- 1999 In Blood (mit Holly Golightly)
- 2003 1914 (mit The Buff Medways)
- 2004 The Genius of Billy Childish
- 2005 Medway Wheelers

Bücher (Auswahl):
- Notebooks of a Naked Youth. London: Sun Dog Press 1998.

→ dt. Junger Mann ohne Kleider. Übers. von Conny Lösch. Mit Holzschnitten von Billy Childish. Berlin: Maas 1999, ISBN 3-929010-59-3
- My Fault. London: Virgin Publishing. ISBN 0-7535-1061-8